# Marathon van Rome 2009
De marathon van Rome 2009 vond plaats op zondag 22 maart 2009. Het was de vijftiende editie van deze marathon. De wedstrijd bij de mannen werd gewonnen door de Keniaan Benjamin Kiptoo in 2:07.17. Hij verbeterde hiermee het parcoursrecord. Bij de vrouwen schreef de Ethiopische Firehiwot Dado de wedstrijd op haar naam met een tijd van 2:27.08

## Uitslagen

### Mannen
| rang   | naam                    | land | tijd    |
| ------ | ----------------------- | ---- | ------- |
| Goud   | Benjamin Kiptoo         | KEN  | 2:07.17 |
| Zilver | Paul Kirui              | KEN  | 2:08.23 |
| Brons  | Joseph Ngeny            | KEN  | 2:08.41 |
| 4      | Hosea Rotich            | KEN  | 2:09.47 |
| 5      | Philip Sanga            | KEN  | 2:10.09 |
| 6      | Philemon Kipkirui       | KEN  | 2:10.26 |
| 7      | Faisal Bader Shebto     | KEN  | 2:10.33 |
| 8      | Francis Kiprop          | KEN  | 2:11.13 |
| 9      | Philip Manyim Kipkurgat | KEN  | 2:11.21 |
| 10     | Albert Matebor Kiplagat | KEN  | 2:11.33 |

### Vrouwen
| rang   | naam                 | land | tijd    |
| ------ | -------------------- | ---- | ------- |
| Goud   | Firehiwot Dado       | ETH  | 2:27.08 |
| Zilver | Tatyana Filoniuk     | ETH  | 2:27.43 |
| Brons  | Haile Kebelush       | KEN  | 2:28.08 |
| 4      | Risper Kimaiyo       | KEN  | 2:29.16 |
| 5      | Anna Carmela Incerti | ITA  | 2:29.33 |
| 6      | Linah Cheruiyot      | KEN  | 2:30.18 |
| 7      | Albina Mayorova      | RUS  | 2:30.21 |
| 8      | Larisa Zyusko        | RUS  | 2:31.28 |
| 9      | Sun Weiwei           | CHN  | 2:32.03 |
| 10     | Marcella Mancini     | ITA  | 2:33.54 |

1982 ·
1983 ·
1984 ·
1985 ·
1986 ·
1987 ·
1988 ·
1989 ·
1990 ·
1991 ·
1995 ·
1996 ·
1997 ·
1998 ·
1999 ·
2000 ·
2001 ·
2002 ·
2003 ·
2004 ·
2005 ·
2006 ·
2007 ·
2008 ·
2009 ·
2010 ·
2011 ·
2012 ·
2013 ·
2014 ·
2015 ·
2016 ·
2017